# Всемирный день борьбы с опустыниванием и засухой
Всемирный день борьбы с опустыниванием и засухой (на других официальных языках ООН: англ. World Day to Combat Desertification and Drought, араб. اليوم العالمي لمكافحة التصحر والجفاف, ‎исп. Día Mundial de Lucha contra la Desertificación y la Sequía, кит. 防治荒漠化和干旱世界日, фр. Journée mondiale de la lutte contre la désertification et la sécheresse
) — отмечается 17 июня начиная с 1995 года. Установлен на 49-й сессии Генеральной Ассамблеи ООН (Резолюция № № A/RES/49/115 от 30 января 1995 года). Дата этого Всемирного дня была выбрана в знак годовщины принятия Конвенции по борьбе с опустыниванием.
Генеральный секретарь ООН в 2006 году в посвящённом этому Всемирному дню послании отмечает, что 

Опустынивание — потеря биологической продуктивности земель в засушливых, полузасушливых и засушливых полувлажных районах — это одна из наиболее серьёзных угроз, с которыми сталкивается человечество. Это — глобальная проблема, затрагивающая одну пятую часть населения мира в более чем 100 странах.
Он предостерегает, что существует, вследствие опустынивания, угроза миграции 60 млн человек из опустынившихся районов Африки в Европу и Северную Африку.
В связи с темой Всемирного дня 2007 года «Красота пустынь — проблема опустынивания» в послании отмечается, что необходимо защищать и сами пустыни как важные экосистемы, как среду обитания древних цивилизаций.
2006 был объявлен Международным годом пустынь и опустынивания Генеральной Ассамблеей ООН (резолюция 58/211 от 23 декабря 2003 года).
Период с января 2010 года по декабрь 2020 года объявлен Генеральной Ассамблеей Организации Объединённых Наций Десятилетием ООН, посвящённым пустыням и борьбе с опустыниванием. Его цель — содействие проведению мероприятий по охране засушливых земель (резолюция 62/195 от 2007 года).

## Статистика
- Опустынивание угрожает здоровью и источникам средств существования более 1 млрд человек.
- По данным на 2005 год ежегодно из-за опустынивания и засухи теряется сельскохозяйственной продукции на сумму свыше 40 млрд долларов США.

## Тема дня

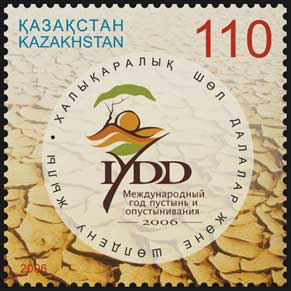
«Международный год пустынь и опустынивания». Почтовая марка Казахстана. 2006 г.

- 2018 год — «Земля имеет ценность — инвестируйте в неё»
- 2017 год —
- 2016 год —
- 2015 год —
- 2014 год —
- 2013 год —
- 2012 год —
- 2011 год —
- 2010 год — «Улучшение качества жизни через повышение плодородия почвы»
- 2009 год — «Сохранение земельных и водных ресурсов = Защита нашего общего будущего»
- 2008 год — «Борьба с деградацией земель для обеспечения устойчивого развития сельского хозяйства»
- 2007 год — «Опустынивание и изменение климата — единая глобальная проблема»
- 2006 год — «Красота пустынь — проблема опустынивания»
- 2005 год — «Женщины и опустынивание»